# 季節風 (野口五郎の曲)
「季節風」（きせつふう）は、1977年7月21日に発売された野口五郎の24枚目のシングルである。

## 解説
表題曲は、野口と大竹しのぶが共演した松竹映画『季節風』の主題歌として使用された (B面は挿入歌)。

## 収録曲
- 全曲作詞：有馬三恵子／作曲・編曲：筒美京平

1. 季節風
2. 感情曲線